# Irod Arhelaj
Herod Arhelaj (23. p. n. e. — cca. 18. n. e.) je bio etnarh Samarije, Judeje i Edoma od 4. p. n. e. do 6. n. e. Bio je sin kralja Heroda Velikog i Maltake.
Otac mu je oporukom ostavio kraljevstvo, a kraljem proglasila Herodova vojska. Međutim, vlast u Rimu trebalo je da mu potvrdi Avgust. Tamo mu se žestoko protivio brat Herod Antipa. Prije odlaska je dao ugušiti pobunu fariseja, pobivši 3000 ljudi. U Rimu su se caru na njega žalili brat Herod Antipa i brojni jevrejski velikodostojnici. Avgust mu je ipak prepustio najveći dio Herodovih teritorija. Međutim, okrutnost i stalno kršenje jevrejskih vjerskih propisa su nastavili izazivati nezadovoljstvo i pritužbe Avgustu. Car je na kraju svrgnuo Heroda Arhelaja i poslao ga u izgnanstvo u današnji Vienne u Francuskoj. Njegove teritorije su došle pod neposrednu rimsku upravu kao provincija Judeja.

## Spoljašnje veze
- King Herod Archelaus Архивирано на веб-сајту  (29. јун 2011)
- Jewish Encyclopedia: Archelaus